# Congruence d'Ankeny-Artin-Chowla
En théorie des nombres, la congruence d'Ankeny-Artin-Chowla est un résultat publié en 1951 par Nesmith Ankeny (en), Emil Artin et Sarvadaman Chowla. Elle concerne le nombre de classes h de l'anneau des entiers d'un corps quadratique réel de discriminant d > 0. Si l'unité fondamentale du corps est
avec t et u entiers, elle exprime sous une autre forme la classe de congruence modulo p de
pour tout nombre premier p > 2 qui divise d. Dans le cas p > 3, elle établit :
où {\displaystyle m={\frac {d}{p}}} et {\displaystyle \chi } est le caractère de Dirichlet pour le corps quadratique. Pour p = 3, il existe un facteur (1 + m) multipliant le côté gauche de l'équation. Ici,
représente la fonction partie entière de x.
Un résultat relié est le suivant :
où Bn est le n-ième nombre de Bernoulli.
Il existe certaines généralisations de ces résultats de base dans les articles des auteurs.